# الکس بورستین
الکساندر «الکس» بورستین (به انگلیسی: Alexandrea "Alex" Borstein) (زاده ۱۵ فوریه ۱۹۷۱) بازیگر، کمدین، صداپیشه، خواننده و نویسندهٔ آمریکایی می‌باشد. او بیشتر به خاطر صداپیشگی شخصیت لوییس در سریال مرد خانواده مشهور می‌باشد.
از دیگر فیلم‌ها یا مجموعه‌های تلویزیونی که وی در آن‌ها نقش داشته است می‌توان به محض رضای مسیح ، فیلم لیزی مک‌گوایر و مراقب اشاره نمود.